# Marius Fausta
Marius Fausta (ur. 28 kwietnia 1973) – gwadelupski piłkarz występujący na pozycji bramkarza. Zawodnik klubu Evolucas.

## Kariera klubowa
Jako zawodnik zespołu Evolucas, w 2008 roku Fausta zdobył z nim mistrzostwo Gwadelupy.

## Kariera reprezentacyjna
W reprezentacji Gwadelupy Fausta zadebiutował w 2006 roku. W 2007 roku znalazł się w drużynie na Złoty Puchar CONCACAF. Nie wystąpił jednak na nim w żadnym spotkaniu, a Gwadelupa odpadła z turnieju w półfinale.
W 2009 roku Fausta ponownie został powołany do kadry na Złoty Puchar CONCACAF. Zagrał na nim w meczach z Panamą (2:1), Nikaraguą (2:0), Meksykiem (0:2) i Kostaryką (1:5), a Gwadelupa zakończyła turniej na ćwierćfinale.